# Liqueur de citron

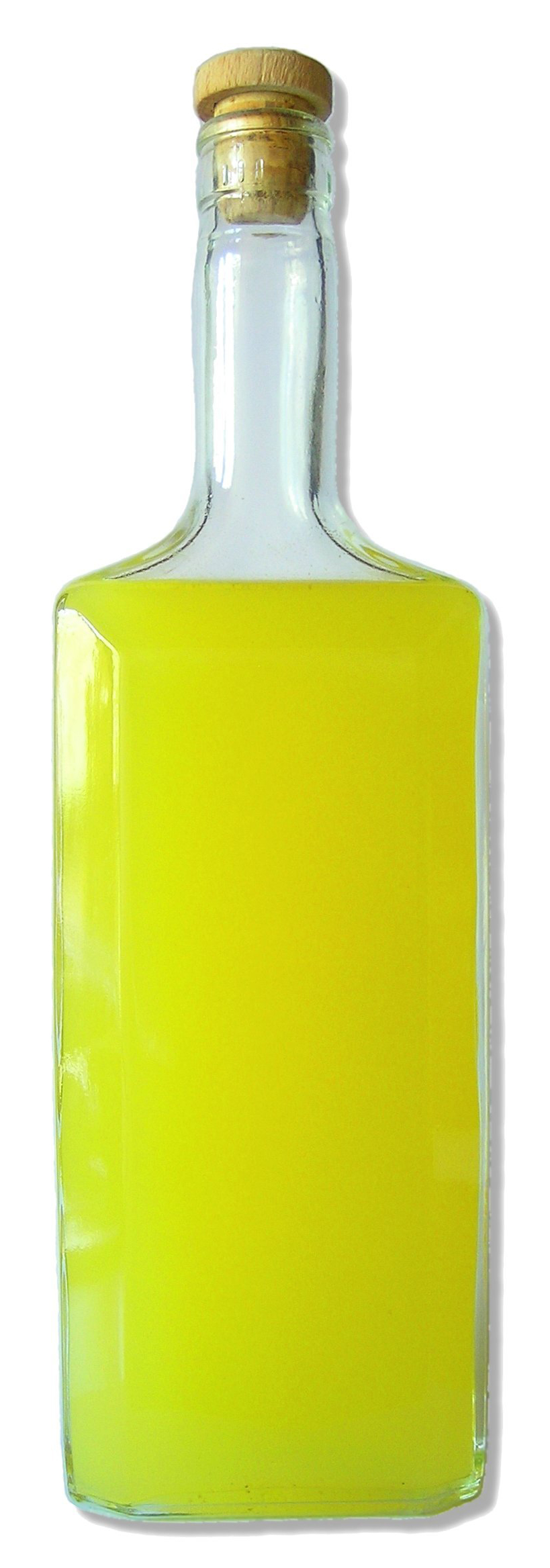
Liqueur de citron

La liqueur de citron est un spiritueux, plutôt un digestif, à base de citrons, d’alcool et de sucre.
Elle a une couleur jaune citron variant de clair à lumineux ; a un fort goût de citron ; elle peut être claire, trouble ou opaque ; elle est douce ou aigre-douce. Elle s'obtient à partir de zeste de citron auquel est ajoutée de l’eau et du sucre, la liqueur obtenue n’est ainsi pas aigre. Il est également possible d'ajouter du lait ou de la crème mais pas de jus de citron afin de ne pas altérer le goût ni affecter la stabilité de cette liqueur.

## Production
La liqueur de citron est produite par un mélange de sucre, d’eau, de zeste de citron et d’alcool conservés jusqu'à maturation. Le zeste de citron trempe dans de l’alcool presque pur pour en extraire l’huile essentielle de citron. Le produit obtenu est ensuite dilué dans du sirop sucré.

## Variétés
On utilise plusieurs variétés de citrons afin d’obtenir des parfums différents. La variété de citron utilisé dépend en général de la région. La teneur de l’alcool utilisé influe sur le parfum. Plus l’alcool est fort, meilleure est l’extraction du parfum de citron ; alors que des alcools déjà parfumés ajoutent des variantes au parfum.
On en produit de nombreuses marques de tous types en Italie. La plus emblématique est le limoncello, une liqueur de citron produite notamment dans la péninsule de Sorrente — de la baie de Naples à la côte amalfitaine — et de Capri, ainsi qu'en Sicile, Sardaigne, Calabre, sur l'île d'Ischia, en Ligurie.

## Mode de consommation
En Italie, particulièrement en Campanie, la liqueur de citron est dégustée en digestif, le pousse-café étant appelé ammazzacaffè.